# Connie Palmen
Connie Palmen (de son vrai nom Aldegonda Petronella Huberta Maria Palmen), née à Sint-Odiliënberg le 25 novembre 1955 , est une écrivaine et philosophe néerlandaise.

## Biographie
Elle obtient de nombreux prix, dont le prix littéraire AKO en 1995 pour De Vriendschap.

## Œuvres traduites en français
- Les Lois [« De wetten »], trad. d’Isabelle Rosselin, Arles, France, Actes Sud, coll. « Lettres néerlandaises », 1993, 210 p.  (ISBN 2-7427-0052-8)
- Tout à vous [« Geheel de uwe »], trad. de David Goldberg, Arles, France, Actes Sud, coll. « Lettres néerlandaises », 2005, 395 p.  (ISBN 2-7427-5399-0)
- Lucifer [« Lucifer »], trad. de David Goldberg, Arles, France, Actes Sud, coll. « Lettres néerlandaises », 2011, 389 p.  (ISBN 978-2-330-00062-2)
- Ton histoire. Mon histoire [« Jij zegt het »], trad. de Arlette Ounanian, Arles, France, Actes Sud, coll. « Lettres néerlandaises », 2018, 272 p.  (ISBN 978-2-330-11496-1)